# The Last Survivors
The Last Survivors è un film del 2014 diretto da Tom Hammock ed interpretato da Haley Lu Richardson, Booboo Stewart, Nicole Fox, Jacqueline Emerson, Max Charles, Michael Welch e Rena Owen  Ambientato in Oregon, il film è incentrato su un distopico mondo con una carenza di acqua.

## Trama
Dieci anni dopo che la pioggia ha cessato di cadere, l'Oregon si è trasformato in un deserto arido. I sopravvissuti trascorrono il loro tempo cercando disperatamente di trovare abbastanza acqua per sopravvivere ed evitando gli spazzini ostili. La diciassettenne Kendal si prende cura dell'orfano Dean, che è vicino alla morte per insufficienza renale. Il suo amico Gabriel, che vive in una fattoria vicina, la esorta ad unirsi a lui, ma lei si rifiuta di abbandonare Dean. Un giorno, dopo aver sentito un grido di aiuto dalla loro radio a due vie, Kendal esce per assistere il chiamante. Scopre però che si tratta di una trappola. Kendal si nasconde mentre i predoni uccidono i restanti membri della famiglia, senza che lei possa tentare di salvarli.
Mentre i pozzi locali si prosciugano, Dean teorizza che Carson, un signore della guerra locale, ha perforato la falda acquifera e sta prosciugando l'approvvigionamento idrico di tutti. Carson possiede un piccolo complesso che pubblicizza come un rifugio sicuro. La vicina di casa di Kendal, Grace, dice a Kendal che ha accettato l'offerta di Carson di unirsi a lui. Grace esorta Kendal ad accompagnare lei e Gabriel, poiché crede che Carson abbia delle medicine che possono aiutare Dean. Kendal però è scettica e si nasconde quando arriva Carson. Carson uccide improvvisamente l'intera famiglia di Gabriel, dicendo che tutti tranne Gabriel sono troppo vecchi o malati per dover sprecare per loro della limitata acqua disponibile. Sebbene inorridito, Gabriel accetta con riluttanza e si rivolge a un parente che si stava nascondendo. Kendal fugge dopo aver ucciso una sentinella.
Kendal incontra Alby, un ragazzo che vive da solo, e gli racconta del piano di Dean di fuggire tramite un Cessna che è stato quasi completamente riparato; tutto ciò di cui hanno bisogno è la calotta appropriata dello spinterogeno. Tuttavia, Alby dice che è più in grado di sopravvivere da solo e le chiede di non fargli visita così spesso, poiché attira l'attenzione di Carson. Dopo aver finalmente recuperato la calotta dello spinterogeno da un'auto nel complesso di Carson, Kendal torna di nuovo a casa, solo per scoprire che tre sopravvissuti sono entrati nella sua proprietà in cerca di acqua. Dean convince Kendal a donare loro dell'acqua, anche se Kendal rimane sospettosa circa le loro intenzioni. Quando tornano poco dopo, i suoi sospetti sono confermati mentre cercano di rubare l'acqua rimanente. Dean, a malapena in grado di camminare, spara loro prima che essi possano uccidere Kendal.
Attirato dal suono degli spari mentre sta ispezionando le fattorie locali, Carson decide di indagare sull'accaduto. Dean uccide alcuni degli uomini di Carson prima che essi lo uccidano. Dopo aver ucciso uno dei suoi uomini che era rimasto ferito e quindi un peso per lui, Carson esprime rammarico di non essere in grado di salvare altri sopravvissuti. Il suo luogotenente, un uomo in abiti da prete, lo rassicura dicendo che quello che stano facendo lo fanno per un bene superiore. Kendal fugge ancora una volta dopo essersi nascosta dagli uomini di Carson e recupera una katana da una delle tombe nella fattoria di Grace. Armata, torna a casa ed uccide gli uomini rimasti per perquisirla, inclusi il prete e Gabriel, la cui identità era occultata da una maschera.
Quando Kendal si reca da Alby per invitarlo a scappare con lei sul Cessna, scopre che Carson lo ha rapito. Attacca il complesso di Carson ed uccide tutti i suoi scagnozzi. Quando Carson attacca Kendal, la ragazza lo uccide con la katana. Brooke, la figlia di Carson, riesce quasi a sconfiggere Kendal con uno strangolamento, ma la ragazza riesce a liberarsi ed uccide anche lei. Kendal e Alby vanno al Cessna e, dopo aver inserito la calotta dello spinterogeno, lo mettono in moto. Mentre salgono sull'aereo, Alby chiede di Dean e Kendal risponde che è rimasto indietro.

## Produzione
Ballerina esperta, la Richardson ha eseguito la maggior parte delle sue acrobazie nel film. Ha detto che i produttori erano "per metà impressionati e per metà preoccupati" dal suo entusiasmo per lo stuntwork.
Le riprese si sono svolte a California City, California, nel corso di un mese nel 2012.

## Distribuzione
The Last Survivors è stato presentato in anteprima al Los Angeles Film Festival. È uscito in DVD nel Regno Unito il 4 maggio 2015, e negli Stati Uniti il 4 agosto.

## Accoglienza
Rotten Tomatoes riferisce che il 75% dei 12 critici intervistati ha dato al film una recensione positiva; la valutazione media è di 6,33/10. Justin Lowe di The Hollywood Reporter ha scritto: "Il lungometraggio coscienziosamente realizzato di Tom Hammock ottiene un grande chilometraggio da un'ambientazione unica e da alcune ottime performance sullo schermo." Bob Strauss del Los Angeles Daily News ha definito il film non originale ma ha elogiato sia la regia di Hammock che la recitazione di Richardson. James Rocchi di Indiewire lo ha valutato A- e ha scritto che "ha un senso del luogo straordinariamente ben progettato". J. R. Southall di Starburst lo ha valutato con 4/10 stelle e, confrontandolo negativamente con The Hunger Games, ha scritto: "Prendendosi troppo sul serio senza fornire al pubblico una ragione sufficiente per seguire l'esempio, questo è in definitiva un fallimento interessante e carino, ma piuttosto vacuo."

## Riconoscimenti
- 2014 - Chicago International Film Festival[11]
  - Nomination Audience Choice Award
- 2014 - Las Vegas International Film Festival[11]
  - Golden Ace Award al miglior film
  - Special Jury Prize
- 2014 - Twin Cities Film Fest[11]
  - Breakthrough Achievement Award
- 2015 - Festival internazionale del cinema di Porto[11]
  - Nomination Miglior film